# Assyriska flaggan

Assyriska flaggan.

Assyriska flaggan representerar assyrier i Mellanöstern och assyrier i diasporan.
Den nuvarande flaggan togs först i bruk 1968 på en kongress för Assyrian Universal Alliance. AUA fungerade som en paraplyorganisation för de assyriska politiska partierna.
Beslutet om att assyrierna behövde en egen, officiell flagga togs på AUA:s kongress 1868. Man utlyste en kampanj för att få förslag på en flagga som kunde symbolisera den assyriska nationen. Bland alla de skisser som kom in från hela världen kunde man till slut enas om bidraget från konstnären George Bit Atanus från Iran. 
Det ovanliga med flaggan var att konstnären egentligen helt lyckades med undvika sina egna åsikter. ”Han hade snarare, på ett briljant sätt, blandat antik asiatisk design som representerade det gamla ärofyllda assyriska imperiet för att skapa ett attraktivt möte mellan historia och nutid. På så sätt hade konstnären lyckats bygga en bro mellan den ärofyllda assyriska historien och dagens kamp och drömmar för den assyriska nationen”, säger Homer Ashurian på AUA:s hemsidan den 2 juni 2000. (övers. från engelska)
De två symbolerna på flaggan är ofta förekommande på gamla assyriska lertavlor. Dels är det fyrudden med sina strålar och dels symbolen för den högsta guden i det gamla assyrien, Ashur. Konstnären (George Bit Atanus) har färglagt den gamla symbolen och givit den nytt liv.
Den gula cirkeln i mitten symboliserar solguden Shamash. Shamash, ansåg man, gav liv åt allt på jorden. Den fyruddiga stjärnan är i blått och symboliserar lycka och ro.
Från den gula cirkeln (shamash) löper tre sammanhängande strålar åt de fyra hörnen i flaggan. Strålarna representerar de tre stora floderna i Bethnhahrin (Mesopotamien); Eufrat i blått för rikedom (ska alltid vara överst, vänd uppåt), Tigris i rött för den assyriska nationella stoltheten (ska vara underst) och Zab i mitten, i vitt för fred. Strålarnas riktning från mitten mot de fyra hörnen förklarar det assyriska folkets utspridning över jordens alla hörn. Och på samma sätt om man vänder på det, hur assyrierna återvänder till sitt hemland, centrum i flaggan.
Och ovanför alltsammans vakar Ashur, den högste guden i den gamla assyriska mytologin. Symbolen är hämtad rakt av från gamla assyriska lertavlor som berättar om historien. 
Det förekommer uppgifter om att flaggan ska symbolisera almanackan som de gamla assyrierna uppfann. Men så är alltså inte fallet, så menade åtminstone inte skaparen att den skulle uppfattas.
På AUA:s kongress i Yonker, USA, 1974 beslutades att George Bit Atanus verk skulle bli den officiella assyriska flaggan. 
Alla politiska organisationer har godkänt flaggan som den officiella symbolen för den assyriska nationen.

## Tidigare flaggor

Äldre assyrisk flagga

Flagga som användes under första världskriget

I USA fanns det redan en flagga som det assyriska förbundet där använde sig av. Den skapades under tidigt 1900-tal av assyriska flyktingar från Hakkari. Flaggans tre stjärnor symboliserar de tre stora kyrkliga tillhörigheterna, den syrisk-ortodoxa, den nestorianska och denkaldeisk-katolska för en enad assyrisk nation. Det var också dessa forna Hakkarior som skapade det assyriska förbundet i USA, Assyrian American Federation, AAF.
Under historiens gång har det använts olika symboler och flaggor. Under första världskriget använde generalen Agha Petros en flagga, ett vitt kors mot röd bakgrund, när assyrierna ville förklara sig självständiga från det Osmanska riket.